# スザンヌ・レナー
スザンヌ・レナーまたはズザンネ・ザビーネ・レンナー（Susanne Sabine Renner, 1954年 - ）はドイツ出身の植物学者。

## 人物
ベルリンで生まれた。ハンブルク大学で学び、ここで生物学の博士号を得た後、1987年から1992年の間、デンマークのオーフス大学の植物研究所で准教授を務めた。1992年に植物学の教授資格を得て、1993年から1996年までマインツ大学の植物研究所で教授を務めた後、1996年から2006年、世界最大級のミズーリ植物園を擁するミズーリ大学の教授を務めた。2003年からミュンヘン大学の植物系統学の教授職にあり、またミュンヘン＝ニュンフェンブルク植物園の園長およびその敷地内にあるミュンヘン植物標本館の館長も兼ねている。夫はアメリカ人の鳥類学者のロバート・リックレフズ (Robert E. Ricklefs) である。
植物の系統分類や、生物地理学と進化の分野を研究した。野菜類の分類学的調査を遺伝子情報を用いて、ウリ科に属する野菜などの原産地を明らかにした。